# Alexander Ball
Sir Alexander John Ball (Ebworth Park, Gloucestershire, Anglia, 1756 - Valletta, Málta, 1809. október 25.) brit katonatiszt, a napoléoni háborúk résztvevője, Málta felszabadítója.

## Élete
Apja Robert Ball, 1748-ban Gloucestershire sheriffje, anyja Mary Dickinson, Marshe Dickinson londoni polgármester lánya. A Robinson Crusoe hatására belépett a Royal Navy kötelékébe, és 1778-ban hadnaggyá léptették elő, majd az észak-amerikai gyarmatokra került. Három év múlva Lord George Rodney parancsnoksága alá került, akinek 1782-es les-saintes-i győzelme után a Formidable hadihajó parancsnokaként Ball is alezredesi rangot kapott. 1783-ban kapitány lett. Ezután egy évet Franciaországban töltött, hogy megtanulja a nyelvet. Ekkor ismerkedett meg Horatio Nelson kapitánnyal, aki egy levelében "nagy bolond"-nak nevezte.

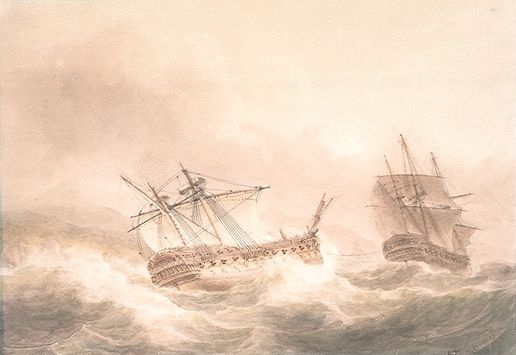
Ball kapitány hajója, az Alexander vontatja Nelson Vanguardját 1798. május 22-én. Nicholas Pocock vízfestménye, 1810.

1790-ben kapta első megbízását. A következő évben született egyetlen gyermeke, William Keith Ball. 1793 és 1796 között ismét Új-Fundlandra került. 1797-ben megkapta az Alexander parancsnokságát, és Brest blokádjához rendelték, innen 1798-ban átküldték Cádizba. Néhány hónappal később a Vanguard, Nelson hajója megsérült Korzika partjai előtt. Ball az erős szél - és Nelson parancsa - ellenére biztonságba vontatta a Vanguardot. Ettől kezdve barátok lettek, és együtt indultak az időközben megszökött francia flotta üldözésére. Júniusában Egyiptomban érték utol őket, ahol megvívták az abukiri csatát. Ball maga is megsérült a harcokban, de sikerült felrobbantania a franciák zászlóshajóját, a L'Orient-et. Augusztus 14-én útnak indultak Nápoly felé. A kijavított hajókkal Nelson október 4-én Málta blokádjára rendelte. A megszálló franciák ellen felkelt máltaiakat összefogva két év után sikerült kiűznie a Vaubois tábornok csapatait, miközben gondoskodnia kellett a szigetek élelmezéséről is. 1799-től gyakorlatilag ő volt Málta polgári vezetője, ám 1801-ben Gibraltárra helyezték. Ugyanebben az évben bárói rangot kapott. 1802-ben ismét Máltára helyezték, hogy a Szent János Lovagrend visszatérését előkészítse, ám a Brit Birodalom politikájának változása miatt végül haláláig, 1809-ig a szigetek miniszteri biztosa maradt. Máltán halt meg, Vallettában van eltemetve.

## Máltai szerepvállalása

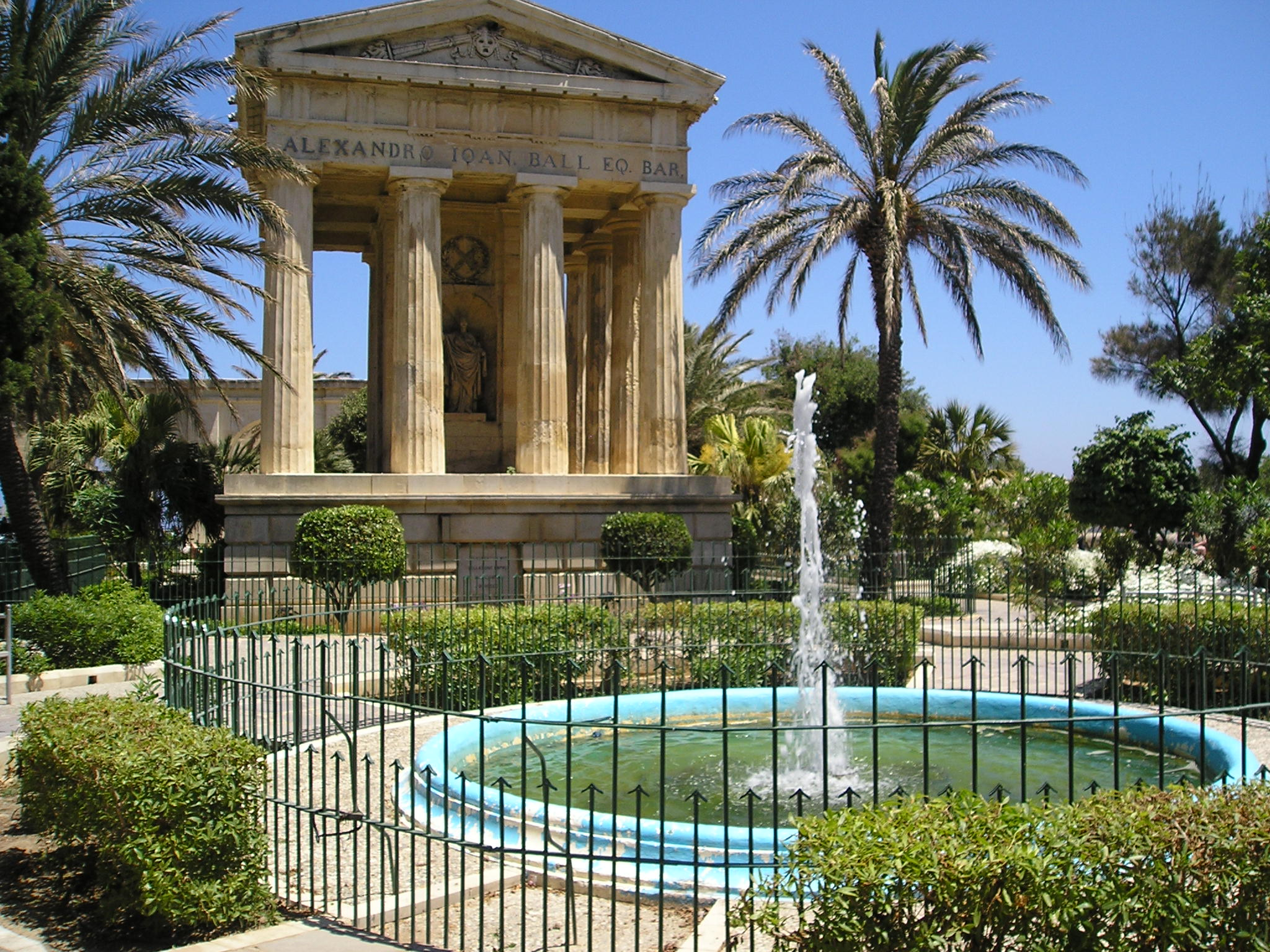
Ball emlékműve a vallettai Alsó Barakka-kertben

Ball kapitány Nelson admirális 1798. október 4-i utasítására érkezett először Máltához. Feladata a kikötők blokádja volt a parancsnoksága alá rendelt 4 brit (Alexander, Terpsichore, Bonne Citoyenne és Incendiary) és a Pinto-Guedes de Nizza Reale márki vezette 4 portugál hajóval. 12-én vetett horgonyt Málta partjai előtt. A Gozót megszállva tartó franciák tárgyalásokat kezdtek Ballal. 24-én Nelson admirális is megérkezett, és újabb két hajót (Audacious és Goliath) rendelt a blokádhoz. A szigetek blokádja mellett a kifosztott lakosság élelmezéséről is gondoskodnia kellett, amit Szicíliából oldott meg. Október 28-án a Fort Chambray-be menekült 217 francia katona megadta magát. A szigetet visszaadták Ferdinánd szicíliai királynak, majd 30-án Nelson távozott.
Miután a franciák decemberben elfoglalták Nápolyt, Nelson kénytelen volt odarendelni a portugál hajókat és a Goliath-ot. Ball ezután folytatta a blokádot, és a máltai felkelők hívására partraszállt. A népgyűlésből megszervezte a Nemzeti Kongresszust, amelynek elnöke Francesco Caruana pap lett. A kongresszus hetente ülésezett Ball rezidenciáján, a Sant'Anton-palotában. Májusban a francia flotta kiszabadult Brestből, ezért Nelson Ballt is visszarendelte, és Bruix admirális üldözésébe fogott. Csak júniusban tértek vissza Szicíliába. Június 27-én Ball partraszállt Palermo mellett, ám három nap múlva már folytatta Málta blokádját. November 1-jén Nelson ismét tárgyalt Vaubois-val, ám mivel a francia kitartott, Ballt tette meg a szárazföldi csapatok parancsnokának. Ballnak csupán 3500 éhező katonája volt. A brit hatóságok nyomást gyakoroltak Ferdinánd királyra, hogy Ballt kinevezze Málta kormányzójává. Decemberben 1500 brit, februárban 1200 nápolyi katona érkezett. A briteknek sikerült megakadályozniuk több francia betörési kísérletet. Májusban Nelson admirálist visszarendelték a Földközi-tengerről, helyét Henry Pigot tábornok vette át, aki július 18-án érkezett Máltára. Ball nagy ellenszenvet érzett az új parancsnok iránt. Szeptember 3-án újabb brit csapatok érkeztek, és 5-én Vaubois feladta Vallettát. Ball kapitány, mint a máltaiak képviselője, nem lehetett jelen a tárgyalásnál. A Nemzeti Kongresszus utolsó ülése (augusztus 18) után Ball szerepe egy időre megszűnt.
Szeptember 10-én végre bevonulhatott Vallettába. A helyzet azonban nem javult, mert Pigot tábornok nem ismerte el Ballnak, a szigetek jogos kormányzójának fennhatóságát. Ball különös helyzetben találta magát: brit katonaként ő volt a britek által visszautasított szicíliai király kormányzója, és a figyelembe sem vett máltaiak vezetője. Novemberben a katonai vezetés hivatalosan is Pigot kezébe került, majd februárban Ballt Gibraltárra helyezték, így a miniszteri biztosi feladatát is elvesztette. Katonai karrierje ezzel véget is ért. Hajóját, az Alexandert 1803-ban kivonták a forgalomból. Báró lett, 1000 fontot kapott a máltai kincstárból, máltai érdemeiért a Két Szicília újonnan alapított Szent Ferdinánd-rendjének lovagja lett, Málta népe pedig a Sword of Honour kitüntetést adta neki.
Málta azonban szenvedett Pigot uralma alatt. Júliusban Charles Cameron lett az új miniszteri biztos. Az Amiens-i béke értelmében Málta újra a Lovagrend uralma alá került. Ball 1802. július 10-én érkezett Máltára a kormány megbizottjaként, hogy az átadást felügyelje. Hamarosan utasítást kapott, hogy ne adja át a szigeteket, és 1803 májusában Napoleon hadat üzent Nagy-Britanniának. Ball júliusban ismét miniszteri biztos lett.
Gyakorlatilag a semmiből kellett talpraállítania az országot, katonaként diplomatává kellett válnia. Visszaállította a Consiglio Popolarét (a helyi kormányzatot). El kellett látnia Máltát élelemmel, egészségügyet, járható utakat, működő jogrendet kellett kiépítenie, helyreállítani a közigazgatást. Sikerült bevezetnie a burgonyatermesztést, ám a közigazgatás reformját nem tudta végigvinni. Döntéseiben sokszor ütközött a brit hivatalok ellenállásába. Ennek ellenére újabb előléptetéseket kapott, még halála napján is.
Máltán elérte, hogy 1807-ben a meghalt Labini püspök helyére máltai származású püspök kerülhessen. Több forrás említi, hogy a máltai érdekek figyelembe vételével cselekedett. Halála után a legtöbb ilyen döntését visszavonták.